# کریگ جونز
کریگ مایکل جونز (به انگلیسی: Craig Michael Jones) معروف به "#۵"، "۱۳۳"، "دِ سایلنت وان"، "کله میخی"، "کله سنجاقی" متولد ۱۱ فوریه ۱۹۷۲، (۲۲ بهمن ۱۳۵۰) در دی موین آیووا یک نوازنده آمریکایی MIDI کنترلر و ساز کلیدی در گروه اسلیپنات بود. که در۷ ژوئن ۲۰۲۳ با اعلام رسمی از این گروه جدا شد و اسلیپنات در بیانیه اعلام کرد که همکاری وی با این گروه به پایان رسیده است .